# Ahtlon x2 250
 AMD Athlon II X2 250: Обзор и Технические Характеристики
AMD Athlon II X2 250 представляет собой двухъядерный процессор, выпущенный компанией Advanced Micro Devices (AMD) в 2009 году. Этот процессор был частью семейства Athlon II, предназначенного для настольных компьютеров с умеренным бюджетом. Athlon II X2 250 стал популярным выбором среди пользователей, и он предоставлял отличное соотношение производительности и стоимости.
Технические Характеристики:
1. Архитектура:
   Athlon II X2 250 основан на архитектуре K10, которая также известна как "Kuma". Эта архитектура была разработана для обеспечения эффективной производительности в многозадачных условиях.
2. Ядра:
   Процессор обладает двумя ядрами, что позволяет выполнять две задачи параллельно. Это стало важным преимуществом в сфере многозадачности.
3. Тактовая Частота:
   Athlon II X2 250 имеет базовую тактовую частоту 3,0 ГГц. Это обеспечивает хорошую производительность для повседневных задач и некоторых видеоигр.
4. Кэш-память:
   Процессор оборудован 1 МБ общего кэша второго уровня (L2), что способствует улучшению быстродействия в случае частого доступа к данным.
5. Техпроцесс:
   Athlon II X2 250 изготовлен с использованием техпроцесса 45 нм. Это помогает достичь баланса между энергоэффективностью и производительностью.
6. Поддержка 64-битных Инструкций:
   Процессор поддерживает 64-битные инструкции, что позволяет использовать современные операционные системы и приложения.
7. Тепловыделение:
   TDP (тепловыделение) Athlon II X2 250 составляет приемлемые 65 Вт, что делает его отличным выбором для систем с ограниченным бюджетом по энергопотреблению.
Производительность и Применение:
AMD Athlon II X2 250 был ориентирован на офисные задачи, интернет-серфинг, мультимедийные приложения и легкие игры. В то время он предоставлял приемлемую производительность для типичных задач среднего пользователя.
Завершение Производства и Наследники:
С течением времени процессор устарел, и в результате продукция Athlon II X2 250 была прекращена. Однако, он оставил свой след в истории AMD, как процессор, предоставивший бюджетным пользователям доступ к двухъядерным технологиям.
AMD Athlon II X2 250 олицетворяет эру доступной производительности и остается интересным объектом для тех, кто интересуется историей развития компьютерных технологий.